# Arma X
Arma X (en inglés: Weapon X) es un proyecto gubernamental ficticio que aparece en los cómics estadounidenses publicados por Marvel Comics. Se le presenta como dedicado a la investigación genética para la creación de armas vivientes, a cargo del también ficticio Departamento K del gobierno de Canadá. Apareció por primera vez en The Incredible Hulk #180 (octubre de 1974), escrito por Len Wein y dibujado por Herb Trimpe.
En los cómics, Arma X a menudo captura mutantes para realizar experimentos en ellos para mejorar sus habilidades o superpoderes y también mutan a humanos ordinarios con el propósito de convertirlos en armas. Arma X ha producido a Wolverine, Leech, Deadpool, Dientes de Sable, Arma H y Gwen Stacy.

## Historial de publicación
La organización Arma X apareció por primera vez en The Incredible Hulk #180 (octubre de 1974), escrito por Len Wein y dibujado por Herb Trimpe, historia en la que apareció por primera vez el personaje Wolverine.
En el arco narrativo «Arma X», publicado en Marvel Comics Presents # 72-84 (1991), escrito y dibujado por Barry Windsor-Smith, se presenta al «Experimento X», un brutal proceso para fusionar adamantium al esqueleto humano, al cual es sometido Wolverine.
En 2002, durante el periodo de Grant Morrison como escritor de New X-Men, se introduce por retrocontinuidad que Arma X es la décima parte de una serie de proyectos conocidos como el Programa Arma Plus y que la X de su nombre corresponde con el 10 de la numeración romana. El primer proyecto de Arma Plus, Arma I, fue el Proyecto del Súper Soldado que creó al Capitán América.
Marvel ha publicado múltiples cómics con el título Arma X, entre ellos dos series regulares, una de 2002 a 2004 y otra de 2017 a 2019, así como una serie limitada en 1995, parte del arco narrativo Era de Apocalipsis.

## Historia ficticia

### Instalamiento original
El nombre en clave Arma X se mencionó originalmente en la primera aparición de Wolverine en The Incredible Hulk #180, en 1974, desde el cual, se había implicado que estaba conectado a un programa gubernamental sombrío y malévolo. En el arco de la historia de Marvel Comics Presents, Arma X, el proyecto fue designado Experimento X, y se reveló que era el responsable de unir el adamantium con el esqueleto de Wolverine, haciéndolo indestructible. También lo sometió a un lavado de cerebro para poner de manifiesto sus instintos asesinos más básicos y transformarlo en el asesino perfecto. Los científicos bautizaron su nueva máquina de matar "Arma X".
Los números de la serie solista de Wolverine # 48-50 (1992) revelaron que el Proyecto X también creó recuerdos inventados en la mente de varios de sus sujetos.
Arma X operó a través del Departamento K de Canadá y fue dirigido por el Profesor Andre Thorton. A su lado estaban el Dr. Abraham Cornelius, la Dra. Carol Hines y el Dr. Dale Rice. John Sublime, el director de Arma Plus, siempre estuvo detrás de escena. Parte del trabajo de Arma X se basó en los experimentos detallados en los diarios del científico nazi Nathan Essex, que fueron obtenidos por Arma Plus después del final de la Segunda Guerra Mundial.
Los sujetos de prueba originales del proyecto fueron los miembros del Equipo X, un equipo de operaciones encubiertas de la CIA (formado por Wolverine / Logan, Sabretooth / Victor Creed, Maverick / Christoph Nord, Silver Fox, Mastodon, Mayor Arthur Barrington, Psi-Borg / Aldo Ferro, Wildcat / Noel Higgins y Espectro / John Wraith). El telépata Psi-Borg participó en la creación de los implantes de memoria de las víctimas, a cambio de estar dotado de inmortalidad. Los sujetos de prueba fueron controlados por un ejecutor de robots adaptativo, llamado Shiva, en caso de que alguno de los agentes se volviera corrupto.
Lo que Wolverine y sus compañeros de X-Men ignoraron durante muchos años es que el Arma X era parte de un programa más grande llamado Arma Plus, un programa de supersoldado de los Estados Unidos creado en la década de 1940 con el propósito de crear súper soldados y asesinos no solo para ser empleado en guerras convencionales, pero también ser empleado para el exterminio de mutantes. Arma X fue la primera iteración en Arma Plus que victimizó a los mutantes.
Lo que los científicos de Arma X no previeron es que la experimentación en Wolverine lo llevaría a un ataque violento, que permitió el escape de los otros sujetos de prueba y causó la muerte de Dale Rice, entre docenas de otros miembros del Personal Arma X, tanto científicos como militares.

### El Deadpool
El Arma X se cerró temporalmente, pero finalmente se restableció. Los intentos subsiguientes de recrear el éxito visto por Arma X con Wolverine incluyen Nativo, Kimura y X-23 (el 23 ° intento de clonar a Wolverine que fue diseñado para cazar también a agentes deshonestos). El Proyecto Recreación del Arma X también conocido como La Instalación, fue dirigido por el director Martin Sutter, el hijo del Dr. Dale Rice, el Dr. Zander Rice, y la Dra. Sarah Kinney. Al igual que Arma X, el Fondo también se ha separado del programa principal de Arma X. Las últimas creaciones de La Instalación, ahora bajo la dirección del Dr. Adam Harkins, incluyen el Depredador X.

### Segundo Instalamiento
En algún momento, Arma X se separó del control de Arma Plus y fue dirigido exclusivamente por el Departamento K de Canadá. Se creó una nueva generación de agentes: Deadpool, Garrison Kane (quien tomó el apodo de "Arma X"), Slayback, Sluggo, Wyre, Wildchild, y Ajax, entre otros. Weapon X usó el ADN de Logan para dotar a sus agentes de poderes curativos. El lote produjo muchos fallos adicionales, que se enviaron a una instalación de disección para determinar la causa de sus fallos. Estos rechazos fueron liberados por Deadpool cuando escapó de la instalación.
Más tarde, el Departamento K desarrolló un experimento más pequeño con un terrorista de Nueva Zelanda (que se convertiría en el tercer individuo conocido como Arma X) fusionándolo con Thetagen-24: la colonia bacteriana simbiótica letal más peligrosa jamás creada.
Typhoid Mary también era un sujeto, cuando fue capturada por una instalación antártica que continuaba la investigación del Proyecto Arma X, específicamente las facultades mentales de la mente mutante. Sus experimentos ayudaron a dar a luz a la persona de "Bloody Mary" de Mary, que exhibió mayores poderes psicoquineticos.

### Tercer Instalamiento
El director Malcolm Colcord forma la tercera versión del Proyecto Arma X, diseñado para monitorear y eliminar mutantes. Colcord, que una vez fue un guardia de seguridad en el primer proyecto de Arma X, sufrió severas laceraciones faciales durante un intento de fuga por parte del mutante Wolverine. A diferencia de las dos entregas anteriores de Arma X, el tercer Proyecto estaba completamente basado en los Estados Unidos y se enfocaba no solo en la creación de armas vivas, sino también en el objetivo final de Colcord, la creación de campos de exterminio.
El Director inicialmente usa el Arma X como su fuerza de ataque personal para vengarse de Wolverine. Pronto comienza a utilizar sus recursos para capturar y encarcelar a mutantes en el campo de exterminio secreto del gobierno llamado Neverland. Los mutantes que no son adecuados para ser utilizados como armas militares serían ejecutados, mientras que los que son adecuados tienen la opción de unirse al Arma X o morir. Un número de mutantes, como Cecilia Reyes, Maggott, Ape, Tarbaby, Leech y muchos otros fueron arrestados por agentes de Arma X y enviados a Neverland. Los mutantes considerados inútiles para el proyecto fueron asesinados en cámaras de gas, mientras que a otros se les lavó el cerebro para que se convirtieran en agentes de Arma X. Los órganos de los prisioneros ejecutados fueron enviados a los U-Men.
Los agentes del tercer Arma X eran el Agente Brent Jackson, un exagente de S.H.I.E.L.D.; Sabretooth, a quien le dieron nuevos implantes de adamantium; el cambiaformas Copycat, Deadpool y Mauvais. Más tarde, Deadpool se volvió pícaro y se reclutaron nuevos operativos en el Arma X, muchos de los cuales habían aumentado sus poderes o se les había lavado el cerebro para servirlos. Maverick fue salvado de una muerte segura y sus poderes fueron mejorados con el propósito de asesinar a Wolverine, por lo que se creó el Agente Cero. A un antiguo miembro de Alpha Flight, Wildchild se le lavó el cerebro y se lo transformó en un humanoide salvaje similar a Nosferatu.
La ex terrorista mutante, Marrow tenía sus poderes establecidos en un nivel controlable, restaurando la belleza natural de la joven. La personalidad de Sauron se fusionó con la de su propio Karl Lykos y sus poderes de drenaje de energía mejoraron para que pudiera disparar explosiones de energía. Garrison Kane se transformó aún más en un ser cibernético. Aurora fue secuestrada y lavada de cerebro, como Madison Jeffries, quien fue extraída del grupo terrorista conocido como Zodiac y se usó para crear cientos de Boxbots leales a Arma X para servir como guardias en Neverland.
El Lavado tuvo sus poderes mejorados, aunque a un alto costo. Cada uso de sus poderes puso en peligro su vida y, finalmente, muere tratando de matar a Colcord. Mesmero se une voluntariamente, mientras Reaper y Wildside (antiguos miembros del Frente de Liberación Mutante) se convirtieron en agentes del programa a cambio de sus vidas. El mutante psíquico Jack-in-the-Box se une después de que le amputaron los brazos y las piernas. Se convierte en un polígrafo viviente.
Sin el conocimiento de todos, excepto Sabretooth, Mr. Siniestro se disfrazó de científico jefe en las instalaciones de Neverland, el doctor Robert Windsor. Como Windsor, Mr. Siniestro supuestamente ayudó a algunos mutantes a escapar de Neverland, pero solo los llevaba a sus propios laboratorios secretos.
Después de un tiempo, Brent Jackson (el único humano oficialmente en el equipo) asumió el cargo de Director, durante un motín del equipo en conjunto con un ataque de mutantes del Metro. Cable dirigió a este grupo, en una misión para destruir al Arma X y exponer su existencia y sus violaciones de derechos humanos. Washout y Garrison Kane murieron en el evento, mientras que Sabretooth fue arrastrado a las alcantarillas después de una batalla con Marrow. Marrow usó la batalla para escapar del Arma X, y finalmente tomó el control del Mutante Subterráneo, ahora reformado como la tercera encarnación de Gene Nation.
Colcord huyó del Arma X con los siempre leales Jeffries y Aurora también. El equipo del director Brent Jackson estaba formado por Wildchild, Sauron, Agent Zero, Mesmero, Jack-in-the-Box y Chamber recién reclutada, cuyo rostro fue restaurado por los científicos del programa. Chamber era originalmente un agente doble que trabajaba para los X-Men, pero posteriormente fue lavado en el servicio de Jackson. Mr. Siniestro, bajo el alias de Dr. Windsor, permanece en Arma X. En algún momento, el equipo de Jackson luchó con los Boxbots de Colcord. Colcord recupera el control del Arma X.
Después del día M, tanto Chamber como Mesmero se vuelven impotentes. Neverland está cerrado y los prisioneros de Boxbots ejecutan a los prisioneros, ya sea con o sin poder de poder. Los registros de las ejecuciones masivas son descubiertos por Bestia en la historia de las especies en peligro de extinción, lo que también sugiere que algunos de los cuerpos de los prisioneros ejecutados antes del día M fueron enviados a Ord y utilizados en la investigación para desarrollar la cura para la mutación.
A raíz de la historia de Avengers vs. X-Men, Cyclops y su equipo de Uncanny X-Men han tomado la residencia en las instalaciones del Arma X, que han reconstruido en una escuela llamada Nueva Escuela de Charles Xavier para los nuevos mutantes que empezaron a aparecer.

### Cuarto Instalamiento
Como parte del evento RessurXion, debutó una cuarta parte del Proyecto Arma X. Durante la historia de Weapons of Mutant Destruction, Proyecto Arma X está interesado en Lady Deathstrike, Warpath, Domino, Wolverine y Sabretooth para un nuevo experimento. Se muestra que el Proyecto Arma X está convirtiendo a los civiles en cyborgs hechos de Adamantium enviado para cazar a un grupo específico de mutantes, lo que obliga al Viejo Logan a unirse con Sabretooth para detenerlos. El viejo Logan y sus aliados junto al Hulk de Amadeus Cho descubra que el Arma X ha estado experimentando en humanos al injertar el ADN de Wolverine y Hulk en ellos y al mismo tiempo aplicar Adamantium a sus huesos. Además, se muestra que el director de la última encarnación del Proyecto Arma X es William Stryker, que de algún modo revivió.
El último proyecto H-Alpha emerge donde mata el experimento menor H-Beta. Desafortunadamente, la doctora Alba perdió el control incluso cuando la forma Hulk de Amadeus Cho se une a la batalla mientras William Stryker y la doctora Alba se escapan. Después de la feroz batalla, H-Alpha huye y el grupo de Viejo Logan la persigue antes de que el Proyecto Arma X planee recuperar el control.
Cuando el Proyecto Arma X alcanzó a H-Alpha, la doctora Alba recuperó el control de H-Alpha. Luego le dijo al H-Alpha controlado que él tiene un instinto asesino en el que debe matar a cualquiera que el Proyecto Arma X quiere que mate. Mientras el grupo de Viejo Logan se enfrenta al H-Alpha, la aparición en Wolverine del X-23 pudo liberar al Arma H del control del Doctor Alba, lo que le permitió al Arma H abandonar el área para que pudiera recordar quién era.
La miniserie "Hulkverines" mostró las reacciones de Hulk y Wolverine ante el Proyecto Arma X creando Arma H y su búsqueda, además de tratar con la colaboración de Líder y el Dr. Alba.

### Implosión y surgimiento de Xeno
Después de que el profesor Charles Xavier fundara un estado soberano para mutantes en la isla viviente de Krakoa, se aseguró de que todas las agencias en la sombra de todo el mundo fueran desfinanciadas y disueltas, Arma X entre ellas.
Sin embargo, los restos de esas agencias se reunieron y establecieron a Xeno como una organización global con vínculos con políticos y líderes empresariales anti-mutantes. Xeno se dedica a la bioingeniería en armas. Al descubrir esto, el Profesor X le encargó a Domino que se infiltrara en la organización para recopilar información. Domino fue descubierta durante su infiltración, y los operativos de The Xeno usaron injertos de su piel en sus soldados genéticamente alterados para permitirles evadir los protocolos de seguridad de Krakoa. El equipo de ataque Xeno pudo atacar a Krakoa y asesinar a Xavier.

## El Código Arma X
- En Marvel, Logan fue el primer individuo conocido como Arma X. Después de Wolverine, Garrison Kane también tomó el alias de Arma X, antes de dejar que el gobierno canadiense trabajara como mercenario nuevamente.
- Poco tiempo después, el gobierno canadiense capturó a un terrorista de Nueva Zelanda y lo sometió a un experimento que lo vinculó a una colonia de bacterias llamada Thetagen-24. Esta simbiosis resultó peligrosa, ya que la unión creó un campo de energía mortal que solo podía ser contenido por un traje blindado que estaba alimentado por el campo de energía.
- En la "Era de Apocalipsis" universo alternativo, Logan era conocido como Arma X.

## Series llamadas Arma X

### Argumento 1991
La crónica de los días de Wolverine con el proyecto Arma X, desde la unión de adamantium a sus huesos hasta su huida del proyecto, se reveló en el arco de la historia de "Arma X", escrito e ilustrado por Barry Windsor-Smith y publicado a plazos en la serie de antologías Marvel Comics Presents en 1991. El escritor Marc Cerasini publicó una versión ampliada de la historia y la publicó Pocket Star Books en 2004. La historia se entrelaza con el pasado de Wolverine y, finalmente, termina con el alboroto de Wolverine que se describe en su totalidad, solo para ser revelado como el trabajo de un sistema de realidad virtual que realmente predijo los eventos de la fuga de Wolverine que luego ocurren en la vida real momentos después.

### Serie de Era de Apocalipsis
En 1995, Arma X se convirtió en el nombre de la variación de Era de Apocalipsis de la serie en curso de Wolverine (durante la historia de "Era de Apocalipsis", cada serie de X-Men se renombró y se volvió a numerar por cuatro números mensuales y luego se volvió al nombre y numeración originales, después de que terminó la historia).

### Serie en curso 2002
Arma X es el nombre de una serie en curso de 28 números publicada por Marvel de 2002 a 2004, que presenta la tercera entrega del proyecto Arma X. Fue escrito por Frank Tieri, quien previamente escribió el título en curso de Wolverine y había creado la encarnación más reciente del grupo en las páginas de dicho libro. La serie comenzó en 2002 y rápidamente ganó elogios críticos por su uso de personajes menores, así como por revivir personajes como Cable, que en ese momento no aparecía en un título mensual. Sin embargo, las ventas disminuyeron debido a la eliminación de Cable del libro después del primer año, por orden de Rob Liefeld, quien estaba trabajando en un nuevo Proyecto X-Force. Frank Tieri se vio obligado a abandonar casi todas sus subparcelas, incluida la introducción de un campo de concentración de mutantes dirigido por Mr. Siniestro, que presentaba a muchos personajes mutantes populares de la Lista B, y llevar el libro a la dirección controvertida de la introducción de X-23, y la búsqueda de Wolverine y Sabretooth para encontrar al recientemente revivido John Sublime. La nueva dirección no pudo coger encendido, debido principalmente a los libros sobre-exposición de Wolverine y el drástico cambio en el tono del libro, y fue cancelada con todas sus historias no resueltas.

### Serie limitada 2005
Se lanzó una serie limitada Weapon X: Days of Future Now en 2005 que resolvió todos los argumentos y reveló que la desfiguración de Wolverine del Director de Arma X, Malcolm Colcord, fue el catalizador para la creación de un futuro similar a los del guion "Días del futuro pasado".

### Wolverine: Arma X
Una serie en curso lanzado en 2009 titulado Wolverine: Weapon X. La serie fue escrita por Jason Aaron e ilustrada por Ron Garney.

### Serie en curso 2017
Como parte de su evento RessurXion, se lanzó una nueva serie en curso para Arma X escrita por Greg Pak e ilustrada por Greg Land junto con otros nuevos títulos X-Men en curso. Esta serie tiene lugar después de los eventos vistos en X-Men Prime cuando Lady Deathstrike es secuestrada por la nueva versión de Arma X.

## Otras versiones

### Era de Apocalipsis
En la línea de tiempo alternativa de Era de Apocalipsis, Logan nunca fue realmente llamado Wolverine; conservó el nombre en clave de "Arma X" a lo largo de toda su carrera.
Dead Man Wade, la contraparte de AoA de Deadpool, no recibió su factor de curación del programa Arma X, sino de Apocalipsis, aparentemente después de que Apocalipsis desmanteló el programa, y se convirtió en parte del trío de asesinos de élite de Apocalipsis apodado los 'Pale Riders'.

### Exiles
En la serie Exiles, cuyo reparto es un grupo de personajes de líneas de tiempo alternativas que viajan a otras realidades, Arma X es un grupo de personas con superpoderes que han sido arrancados de sus respectivas realidades para cumplir varias misiones para el empleador de los exiliados, el Timebroker. Para volver a casa, se han visto obligados a saltar de la realidad a la realidad, reparando los eslabones rotos en la cadena del tiempo. A diferencia de sus contrapartes más heroicas, los Exiles, este despiadado equipo recurre a cualquier medio necesario para alcanzar sus objetivos. Actúan sin piedad y sin consciencia.
La membresía del equipo ha cambiado a través del tiempo. La primera misión conocida dada a Arma X fue capturar a Hulk. En ese momento, la membresía de Arma X consistía en Sabretooth (Victor Creed de la Era del Apocalipsis, la figura paterna de la líder de los Exiles, Blink), Deadpool y Garrison Kane. Más tarde se reveló que el equipo también incluía a Wolverine, Maverick y Mesmero. Los seis eligieron el nombre 'Arma X' debido a sus vínculos comunes con el Proyecto en sus líneas de tiempo nativas, aunque, a excepción de Sabretooth, los antecedentes de todos los demás miembros son un misterio. Los Exiles completaron la misión sin darse cuenta de la existencia de Arma X, pero el trío Arma X vio a los Exiles y su líder, Blink.
Cuando los dos equipos se encontraron cara a cara por primera vez, Arma X ya era un sexteto: Sabretooth, Deadpool, la Araña (Peter Parker, una versión alternativa de Spider-Man, aquí un asesino psicótico con el disfraz alienígena simbiótico de Carnage), Tormenta (Ororo Munroe, aquí solo tiene dieciséis años y ya gobernante de más de la mitad de África), Visión (una versión que siguió siendo un robot sin emociones) y Hulk (Jennifer Walters, normalmente llamada She-Hulk, aquí, un antiguo contable de la mafia transformado en una potencia de piel verde de ocho pies). Se mencionó que la Visión había reemplazado a Kane y que la Araña había reemplazado a Matt Murdock (Daredevil). Más tarde, Iron Man sustituyó a Deadpool.
La próxima vez que se vio al equipo, Ángel (ahora un asesino armado) reemplazó a Iron Man y el líder del equipo era ahora Gambito en lugar de Sabretooth. Más tarde, Hulk fue reemplazado por Colossus y, finalmente, Angel fue reemplazado por Ms. Marvel (Carol Danvers).
Cuando Tormenta murió, fue reemplazada por Hyperion. Más tarde, Colossus y Visión fueron reemplazados por Hulk (Bruce Banner) y Firestar. Estos dos, junto con Gambito, intentaron detener a Hyperion, la Araña y Ms. Marvel cuando decidieron abandonar su misión y gobernar un mundo. Fracasaron, y la siguiente misión dada tanto a Exiles como a Arma X fue matar a suficientes miembros de cada equipo para que hubiera solo seis sobrevivientes en total. En última instancia, todos los miembros de este equipo de Arma X murieron en la lucha.

### Ultimate Marvel
En Ultimate X-Men, que tiene lugar en el universo de Ultimate Marvel, el proyecto Arma X tiene una intención similar y una metodología similar a su contraparte del Universo Marvel, ya que también fue responsable de vincular el adamantium al esqueleto de Wolverine.
Ultimate Arma X fue encabezado por el Coronel John Wraith, un comando que odia a los mutantes, y el Dr. Cornelius. El programa fue aprobado por S.H.I.E.L.D. en algún momento antes o durante la Guerra del Golfo para capturar mutantes y obligarlos a llevar a cabo misiones encubiertas para el gobierno de los Estados Unidos. Su instalación principal estaba ubicada en Finlandia (a diferencia de la corriente principal que originalmente estaba ubicada en Canadá). La alineación incluía, a veces, Wolverine, Sabretooth, Rogue, Juggernaut, Nightcrawler y el resto de los Ultimate X-Men originales, por un corto tiempo después de que el programa invadiera la mansión de Xavier y los tomara cautivos.

### What If?
En una edición de What If? titulado "What If Wolverine Battled Weapon X", se mostró una realidad alternativa en la que Logan nunca fue detenido por el Proyecto Arma X. Arma X intentó secuestrar a Logan, pero logró dominar a sus atacantes y escapar. Luego, Arma X dirigió su atención a un antiguo Mountie y Marine llamado Guy Desjardins, que fue lavado de cerebro y sometido al proceso de unión de adamantium. En lugar de garras, Desjardins manifestó picos de adamantium que sobresalían permanentemente de sus patas delanteras (ya que las garras de 616-Logan eran el resultado de su mutación) y los codos. El experimento le rompió la mente a Guy, lo que lo hizo volverse feroz e irse de juerga en las instalaciones de Arma X. Esto hizo que Guy Desjardins pareciera ser propenso a arrebatos violentos y altamente incontrolable. Debido a esto, tenía una armadura cibernética que le inyectaba adrenalina y narcóticos. Desafortunadamente, esto no fue efectivo porque cuando el Arma X fue liberado de las drogas, se fue a matar hasta que los soldados del Arma X lo drogaron una vez más.
Para pasar su falla a otra persona, el jefe de Arma X hizo que sus hombres dejaran su cuerpo en el Departamento H con instrucciones que decían "Su nombre en clave es Arma X. Haz uso de él". James Hudson lo contrató para que el equipo de superhéroes canadienses apodara The Flight en gran medida a la objeción del Dr. Walter Langkowski. Guy Desjardins se soltó y comenzó otra ola de asesinatos comenzando con Walter Langkowski. El Dr. James Hudson tuvo que usar The Flight debido a la falta de entrenamiento. Guy Desjardins llegó a Kenora donde mató a Thomas, que era el esposo de Rose, la amiga de Logan. Cuando llegó The Flight, Stitch trató de usar sus poderes en el arnés de Guy Desjardins solo para ser empalado por los picos de adamantium de Guy Desjardins. Cuando Smart Alec sugiere que pidan ayuda a los Vengadores, el Dr. James Hudson les dice que el Departamento H interrumpió su comunicación cuando se retiró El vuelo y que los Vengadores tardarían mucho en llegar a Canadá. James Hudson luego notificó a su asistente Chantilly para que le preparara la armadura de Marmota. Smart Alec pensó en un plan y se acercó lo suficiente como para interrumpir el arnés. Esto fue parcialmente exitoso cuando su cuerpo logró compensar la pérdida de adrenalina donde Smart Alec fue asesinado en el proceso.
Cuando los miembros restantes persiguieron a Guy Desjardins a Calgary, Saint Elmo agarró a Guy Desjardins y lo llevó al aire solo para que el Arma X lo golpeara y causara que Saint Elmo fuera empalado en la cruz de una iglesia. Logan se dispuso a cazar Weapon X y descubrió sus vínculos con el Departamento H. Cuando Snowbird y el Dr. James Hudson (vestido con la armadura de Marmota) fue asesinado, Logan se enfrentó a Desjardins. Después de quitar el casco de Desjardin, Logan logró matar a Desjardins. Soldados del gobierno llegaron para arrestar a Logan por el robo de registros del gobierno. Después de que Logan se sumergió en el río para escapar de los soldados, pensaron que estaba muerto cuando encontraron algo de su sangre. Días más tarde, un informe de noticias que estaba en todas las noticias había expuesto la existencia del Proyecto Arma X y su participación en el ataque de Desjardins a las personas, así como el papel del Departamento H en la creación de The Flight. Viendo televisión, Logan se recuperó de sus heridas y encontró paz interior después de vengar a Thomas.

### Wolverine: El Fin
En un futuro posible, Wolverine intenta cazar a las personas involucradas en Arma X, y descubre no solo que han muerto y se han ido por muchas décadas, sino también lo que pudo haber sido el primer tema del proyecto: su hermano mayor John Howlett, a quien le habían dicho que murió cuando él (Wolverine) era solo un bebé. Además de tener garras de huesos, sentidos mejorados y un factor de curación, el anciano Howlett parecía tener algún tipo de forma etérea que le permitía pasar por las cosas y de alguna manera conducir explosiones de energía. John Howlett afirmó que al principio sus padres lo volvieron loco de enojo cuando, aparentemente, sus poderes se manifestaron. Si hubiera estado en su estado mental de locura cuando se encontró con Wolverine por primera vez, afirma que probablemente habría intentado matarlo.

### X-Men Noir
Ambientada en Marvel Noir, este Arma X es una agencia gubernamental alemana de la década de 1940 dirigida por "Red Rose"/Jiamine Szardos/Amanda Selfron, una ex artista de circo. Ella que emplea agentes como Andreas Strucker/Fenris y su novio "el Demonio". Sin embargo, el espía Calvin Rankin reveló que Arma X lleva su nombre, ya que Berlín busca replicar sus habilidades en la guerra.

## En otros medios

### Televisión
- En la serie animada X-Men, el programa Arma X fue responsable de los implantes de adamantium de Wolverine y las alteraciones de la memoria. El programa (dirigido por el profesor Oyama y el Dr. Cornelius) capturó a Logan, Sabretooth, Silver Fox y Maverick y utilizó una combinación de implantes de memoria falsos y técnicas de lavado de cerebro para convertirlos en un equipo de élite de asesinos controlados mentalmente. La mayoría de los experimentos y la capacitación se realizaron en un complejo de investigación secreto en Canadá. Allí, Thorton y Cornelius unieron por la fuerza el esqueleto de Logan con adamantium. Enfurecido por lo que le hicieron, Logan se liberó de sus ataduras y salió de las instalaciones. Durante el caos que siguió, Sabretooth, Silver Fox y Maverick también pudieron escapar.
- En X-Men Evolution, Wolverine y Sabretooth demostraron ser sujetos de Arma X con un científico que opera un laboratorio en Canadá. Omega Red luego mencionó a otros miembros como Wraith.
- Arma X aparece en los episodios de Wolverine and the X-Men, "Past Discretions" y "Stolen Lives". Al igual que en los cómics, Sabretooth, Maverick y X-23 son agentes de Weapon X, mientras que el programa está dirigido por el profesor Andre Thorton y el Dr. Abraham Cornelius. Una segunda temporada propuesta hubiera introducido Deadpool como parte de Weapon X. Un flashback también muestra que Wolverine y Mystique también eran parte de Arma X.
- Arma X se menciona en el episodio "The X-Factor" de Iron Man: Armored Adventures. Pepper Potts estaba hablando con War Machine y Iron Man a través de un enlace de comunicación sobre el fondo de Magneto. Magneto también le revela a Annie Claremont que cuando era niño, los científicos de Arma X hicieron experimentos con él (lo que indicaba un vínculo con Magneto y Arma X).
- Arma X aparece brevemente en el episodio de The Avengers: Earth's Mightiest Heroes, "Behold ... The Vision". Se ve brevemente que los guardias de Arma X luchan con Visión, ya que Visión roba con éxito el suministro de adamantium de Arma X.

### Película

#### Acción en vivo
- En la franquicia de la película X-Men, Wolverine es un amnésico que busca pistas sobre su pasado, lo que definitivamente incluye la participación en un programa paramilitar que unió adamantium a su esqueleto, aunque el programa no fue nombrado, ni se mencionó el país de afiliación del programa. También se encuentra con Lady Deathstrike, quien ha sido sometida a un procedimiento similar. X2: X-Men United presentó al Coronel William Stryker, un científico militar que está directamente involucrado en el pasado de Wolverine, ha inventado el proceso de unión de adamantium y ha realizado otros experimentos con mutantes, como el desarrollo de una droga para controlar la mente que utilizó en Lady Deathstrike, Magneto, Nightcrawler y Cyclops. William Stryker es la adaptación cinematográfica del exmilitar convertido en reverendo en la novela gráfica de God Loves, Man Kills, en la que X2 se basa parcialmente.
- En la película de 2009, X-Men Origins: Wolverine, Wolverine es empujado al Programa Arma X por el coronel William Stryker como promesa de matar a su hermano Victor Creed, quien había fingido el asesinato de la novia de Logan, Kayla Silverfox, para manipularlo. En las instalaciones de Alkali Lake Weapon X, el esqueleto de Wolverine se une con el adamantium. Luego se escapa de la instalación cuando escucha que su memoria se borrará. Weapon XI fue retratado en la película como un Wade Wilson / Deadpool alterado genéticamente. Arma XI es referida por Stryker como un "pozo muerto" que posee poderes extraídos de varios mutantes.
- El actor de Deadpool, Ed Skrein, reveló a MTV en la Comic Con de San Diego 2015 que su personaje Ajax es parte de Arma X.[20] Si bien el programa que Wade ingresa no se llama explícitamente "Arma X" en la película, aún es una instalación subterránea. que los científicos experimentan con personas para mejorar sus poderes mutantes similares a Arma X en los cómics. Ryan Reynolds, quien interpreta al personaje titular, confirmó en el Deadpool Honest Trailer que la instalación era Arma X.
- El programa aparece en la película X-Men: Apocalipsis.[21] Hugh Jackman aparece como Arma X, con casco y traje basado en los diseños de Barry Windsor-Smith del arco de la historia de Marvel Comics Presents # 72-84.
- El programa Arma X se menciona en Logan, donde tanto Logan como Zander Rice reconocen al padre de Rice como uno de los hombres responsables de la vinculación adamantium de Logan en la nueva línea de tiempo.

#### Animación
- La organización Arma X aparece en la parte de Wolverine de Hulk Vs. El profesor Andre Thorton envía al Equipo X (formado por Omega Red, Sabretooth, Deadpool y Lady Deathstrike) para capturar a Hulk y Wolverine en el plan del Profesor Andre Thorton para borrar sus recuerdos y usarlos como armas. En la película se muestran escenas cortas de Logan con Arma X, como cómo fue capturado y luego clonado (ref. A X-23). La sede de Arma X fue destruida durante la lucha del Equipo X con Wolverine y Hulk.

### Videojuegos
- En las apariciones de los juegos de lucha Capcom de Wolverine, como Marvel Super Heroes, "Arma-X" es también el nombre de una súper jugada en la que Wolverine comienza con un guion rápido seguido de un combo automático, luego lo termina saltando en el aire. Primero creando una energía X sobre su oponente.
- Arma X aparece en X2: Wolverine's Revenge. Es el primer nivel cuando Wolverine relata lo que recuerda de Bestia. Más tarde, Wolverine regresa allí para encontrar una cura para el letal Sheva Strain Virus que actúa como un dispositivo a prueba de fallas implantado en los sujetos de prueba de Arma X. También se muestra que Arma X está asociado con el Void (un centro de detención de mutantes de máxima seguridad que es similar a la Bóveda, pero que contiene delincuentes mutantes).
- Arma X aparece en X-Men Legends. Un nivel de flashback muestra a Wolverine escapándose de las instalaciones de Arma X.
- La instalación de Arma X es un centro de X-Men Legends II: Rise of Apocalypse.
- X-Men: El videojuego oficial se extiende sobre la participación de Wolverine y Lady Deathstrike con Weapon X. Wolverine se abre camino a través de los laboratorios de pruebas Arma X en Alkali Lake. Lady Deathstrike menciona que los mutantes se quemaron repetidamente para poner a prueba sus factores de curación, y que ella y Wolverine son los únicos candidatos que han sobrevivido al proceso de vinculación de Adamantium. A lo largo del camino a través de los laboratorios, hay varios nombres de víctimas de Arma X encima de bolígrafos como Wolverine, Sabertooth, Maverick y Deadpool.
- Arma X aparece en la adaptación del videojuego a X-Men Origins: Wolverine. Los miembros conocidos son William Stryker, el Dr. Abraham Cornelius, la Dra. Carol Hines-Frost y Nathaniel Essex (quien fue mencionado en un registro de trabajo como uno de los primeros científicos del Programa Arma X).